# Jan Septimus z Lichtenštejna
Hrabě Jan Septimus z Lichtenštejna (německy Johann Septimius Graf von Liechtenstein, 27. prosince 1558 – 10. listopadu 1595/1596) byl moravský a rakouský šlechtic z rodu Lichtenštejnů.

## Život
Narodil se jako syn Jiří Hartmana z Lichtenštejna a jeho manželky Zuzany z Lichtenštejna († 1595). Jan Septimus měl bratry Jiřího Erasma a Hartmana a sestru Annu Zuzanu, provdanou z Hardeka.
Jan Septimus studoval v Lausanne a měl pověst vzdělaného mladého muže. Po studiích mnoho cestoval, aby ukojil svou touhu po poznání. Pocestoval Malou Asii, severní Afriku, Španělsko a Střední Evropu. a všeobecným rozhledem a proslavil se svými zprávami z mnoha cest, které podnikl po Evropě a Asii.
Vlastnil panství Baumgarten, Schrattenberg a Ketzelsdorf a žil na zámku v Herrnbaumgartenu, který se do dnešních dnů nedochoval. Na svých vinicích zavedl organizační pořádek, ustanovil placené správce a ustanovil časový řád prací. Dělníci byli povinen pracovat na vinici od sv. Jiří do sv. Vavřince od 4 hodin ráno do 7 hodin večer, s hodinovou polední přestávkou. Prochází-li vinicí poutník a ani na třetí zavolání nepřijde strážce vinice, může si poutník odtrhnout a sníst až tři hrozny, měl by však udělat znamení pod keř.
Jan Septimus se ve svých 30 letech dne 11. prosince 1590 oženil s 22letou hraběnkou Annou Marií ze Salm-Neuburgu (1568–1596), dcerou Julia ze Salmu a Alžběty Thurzové. Jejich manželství však zůstalo bezdětné.
Hrabě Jan Septimus z Lichtenštejna zemřel necelých 5 let po sňatku 10. listopadu 1595 ve věku 36 let. Jeho manželka Anna Marie ho přežila o jeden rok a jeden den.